# Euthalia vistrica
Euthalia vistrica är en fjärilsart som beskrevs av Hans Fruhstorfer 1913. Euthalia vistrica ingår i släktet Euthalia och familjen praktfjärilar. Inga underarter finns listade i Catalogue of Life.